# Яркуль-Малинино
Яркуль-Малинино — исчезнувшая деревня в Венгеровском районе Новосибирской области России. На момент упразднения входила в состав Петропавловского 2-го сельсовета. Исключена из учётных данных в 1987 году.

## География
Располагалась между озерами Кяила и Яркуль, в 8,5 км к западу-юго-западу от села Петропавловка 2-я.

## История
Деревня Яркуль-Малинова была основана в 1818 году. В 1928 году состояла из 102 хозяйств. В административном отношении являлась центром Яркуль-Малиновского сельсовета Меньшиковского района Барабинского округа Сибирского края. В деревне располагались школа 1-й ступени, маслозавод и лавка общества потребления.
Решением Новосибирского облисполкома от 23.04.1987 г. № 208 деревня исключена из учётных данных.

## Население
По переписи 1926 г. в деревне проживало 495 человек (228 мужчин и 267 женщин), основное население — русские.